# Einsteinpark (Berlin)
Der Einsteinpark ist eine Grünanlage im Berliner Ortsteil Prenzlauer Berg des Bezirks Pankow, die nach dem Physiker Albert Einstein benannt ist.

## Entstehung und Beschreibung

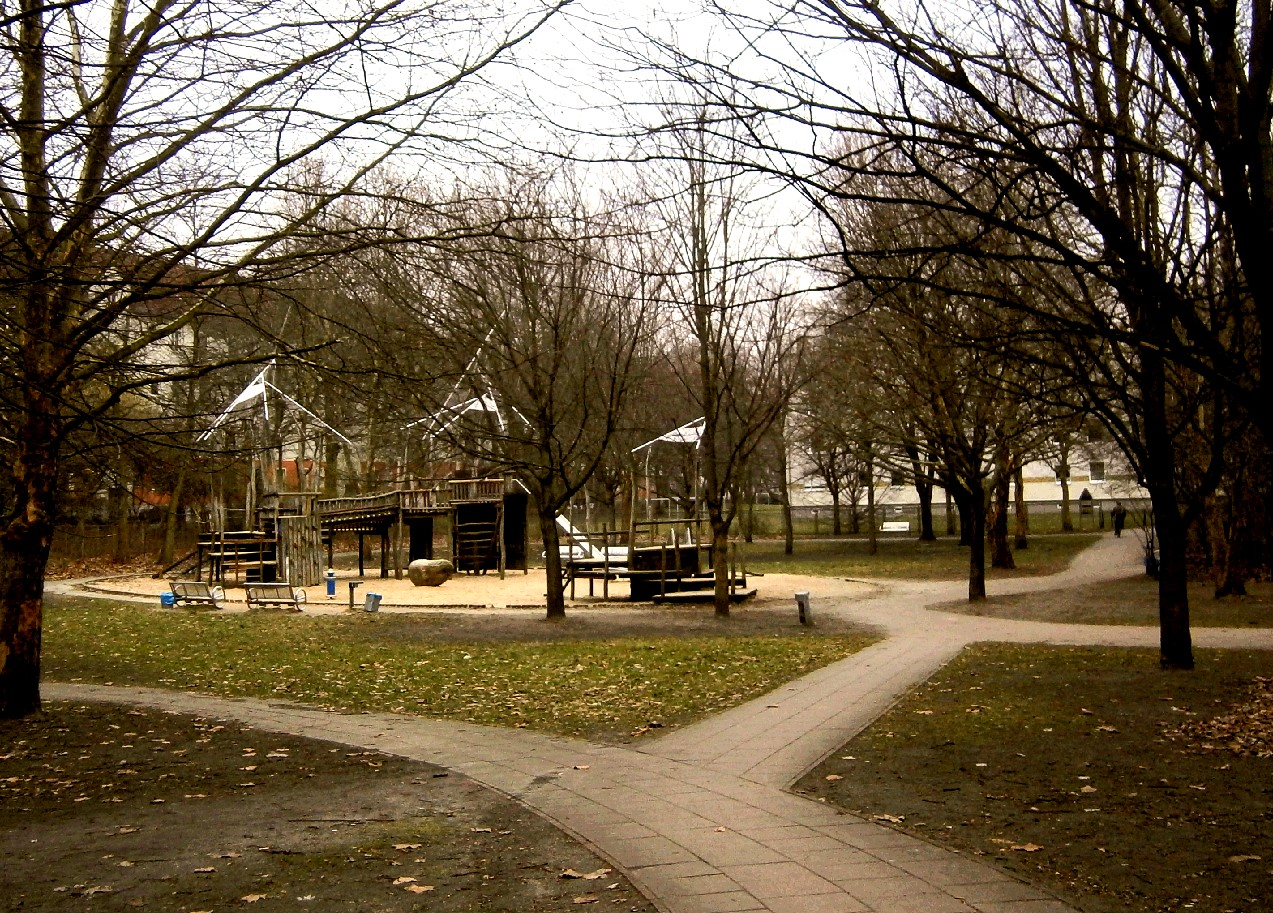
Spielplatz im Park

Die Fläche ist das Naherholungsgebiet der in den 1970er Jahren errichteten Großsiedlung Michelangelostraße. Der Name des Parks nimmt Bezug auf das östlich anschließende Wohnquartier an der 1964 angelegten Einsteinstraße. Der Park liegt zwischen Storkower Straße und dem Pieskower Weg und wird von der Seniorenwohnanlage Einsteinstraße östlich abgeschlossen. Im Westen folgen die Kita und die Wohnhäuser Pieskower Weg, im Norden steht die Paul-Lincke-Grundschule. Diese Grünfläche war die Festwiese der nördlich liegenden Kleingartenanlage. Diese war für die Bebauung des Großquartiers an der Michelangelostraße (Mühlenviertel) entwidmet worden. Es wurde ein Spielplatz für die Bewohner der 1960er-Jahre-Häuser an der Einsteinstraße. Als gestalteter Park unter Einbeziehung des alten Baumbestandes wurde er am 2. Juli 1998 unter dem neuen Namen eingeweiht. Auf der großen Fläche ist darüber hinaus ein kommunaler Spielplatz erhalten. Der Park ist Bestandteil der Grünflächen im Mühlenbergviertel, die im Grünzug zur Innenstadt liegen. Dieser Grünzug bietet eine Verbindung für den Luftaustausch zwischen Innenstadt und dem nordöstlichen Umland mit den dortigen Wald- und Freiflächen.

## Kultur im Park

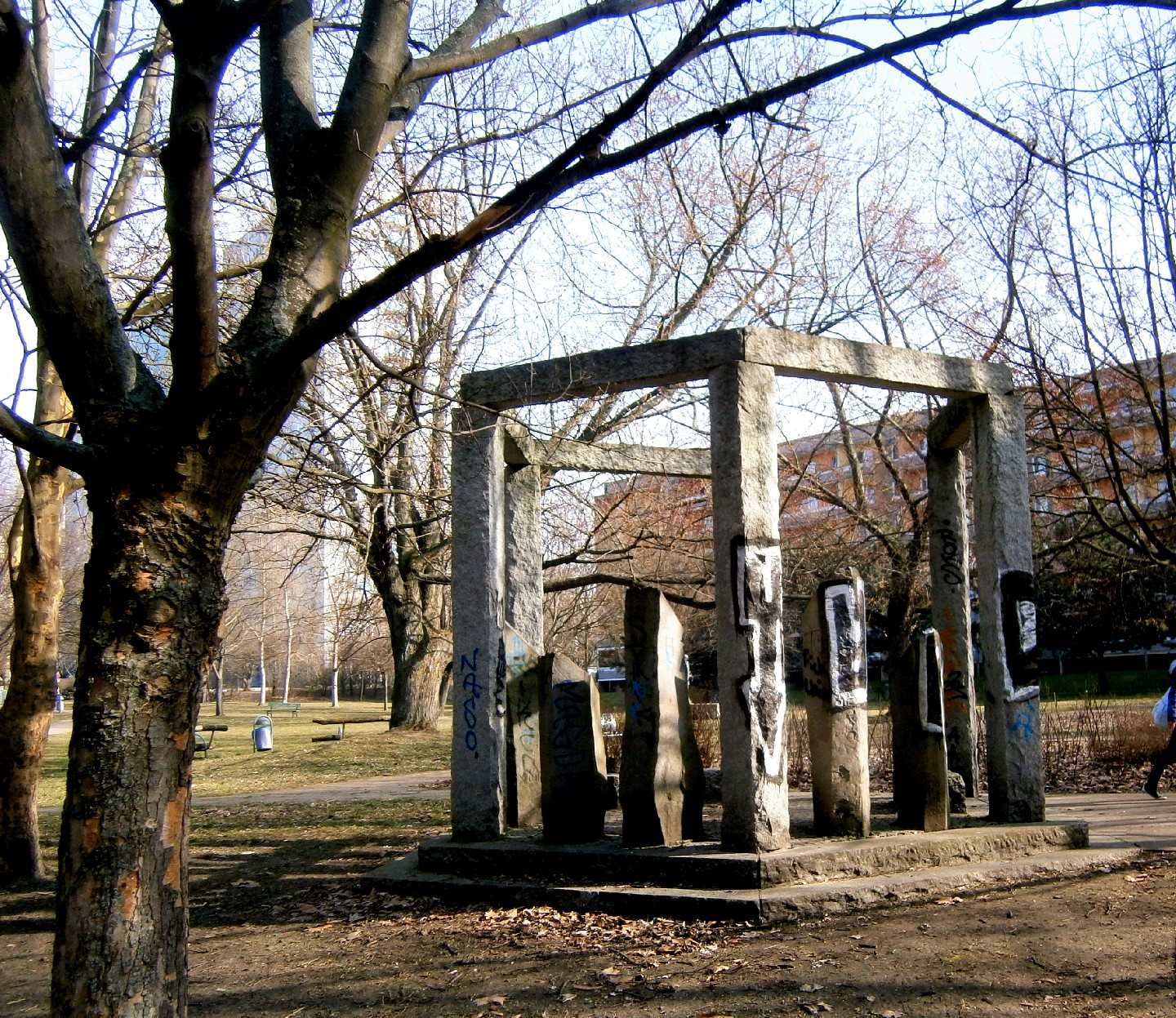
Einsteinpavillon

Im Park befindet sich ein Einstein-Pavillon aus Granit von Yvonne Kohlert aus dem Jahr 1996. Der Pavillon lädt zum Sitzen auf den gestalteten Steinen ein und gleichzeitig zum Studium der an den Stützen und Balken eingemeißelten Formeln.
An anderer Stelle im Park stehen zwei bronzene Plastiken von Anna Franziska Schwarzbach mit dem Titel Einstein aus dem Jahr 1998. Die Skulpturen zeigen Albert Einstein im fortgeschrittenen Lebensalter, der mit dem jungen Albert ins Gespräch kommt. Die Künstlerin beschreibt ihr Werk in folgendem Gedicht:
Albert & Einstein auf einem Sockel?

Am Anfang war ein Stein,

eine Straße

und ein Wunsch

Einstein aus einem Stein

nein:

hieße: Einstein ›Steißbein‹ was dann?

I. Idee:

Einstein zwischen zwei Steinen

(relativ einfältiger Einfall)

II. Idee:

Einstein mit Einstein: aber wie?

(relativ guter Einfall)

III. Idee:

Albert & Einstein

(guter Einfall von Butzmann)

Wie aber steht Albert zu Einstein?

steht er neben ihm

steht er hinter ihm